# Anatopisme
Een anatopisme is een stijlfiguur waarbij gebeurtenissen die niet op dezelfde plaats gebeurd kunnen zijn, toch bij elkaar worden geplaatst.
Een voorbeeld daarvan is de roman Het kindeke Jezus in Vlaanderen, waarin schrijver Felix Timmermans de geboorte van Jezus laat plaatsvinden in België.
Een vergelijkbaar figuur is het anachronisme waarbij twee gebeurtenissen of zaken die qua tijd niet overeenkomen bij elkaar geplaatst worden, bijvoorbeeld auto's in de middeleeuwen.